# Bernold d'Utrecht
Pour les articles homonymes, voir Bernold (homonymie).
Saint Bernulf ou Bernold d'Utrecht, mort le 19 juillet 1054, est l'évêque d'Utrecht de 1026-27 à 1054.

## Biographie
Bernold succède à Saint Adalbold comme évêque d'Utrecht lorsqu'il est nommé par l'empereur du Saint Empire romain germanique Conrad II le 24 septembre 1027. Il est probablement  fonctionnaire de la cour de Conrad avant d'occuper le puissant poste de prince-évêque : à la fois chef épiscopal et seigneur féodal séculier au sein de l'Empire. Partisan de Conrad et de son successeur Henri III, Bernold est actif dans la réforme de l'église, aidant à réduire le pouvoir épiscopal sur les ordres monastiques, aidant à renforcer l'ordre clunisien dans ses domaines, affaiblissant le contrôle des seigneurs laïcs sur les églises et les terres de l'église, et aidant le Saint-Empire. Pour cela, Conrad et Henry lui accorde plus de pouvoirs, provoquant la colère de la noblesse locale. Bernold est l'ami du futur empereur Henri III (qui succéde à Conrad en 1046) et participe à la campagne de 1041 d'Henri contre les Hongrois. Une brève rébellion menée par la noblesse lorraine en 1046 est vaincue par l'empereur Henri, et le concile d'Aix-la-Chapelle en 1049 accorde un plus grand pouvoir encore à Bernold.
L'évêque Bernold établit les collégiales Saint-Jean (Janskerk) en 1040, Saint-Pierre (St Pieterskerk) en 1039, et l'abbaye Saint-Paul et son église (St Pauluskerk ).
Bernold meurt le 19 juillet 1054, jour de sa fête. Ses reliques, dont une chemise en tissu, sont vénérées à Utrecht, son culte remonte au moins au XIVe siècle. En 1917, il est nommé patron de la Guilde des artistes de Hollande.

## Articles connexes

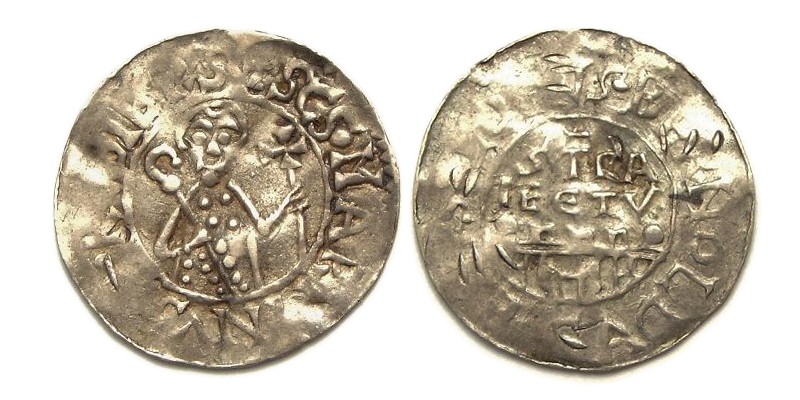
Denier, frappé sous Bernold, évêque d'Utrecht.

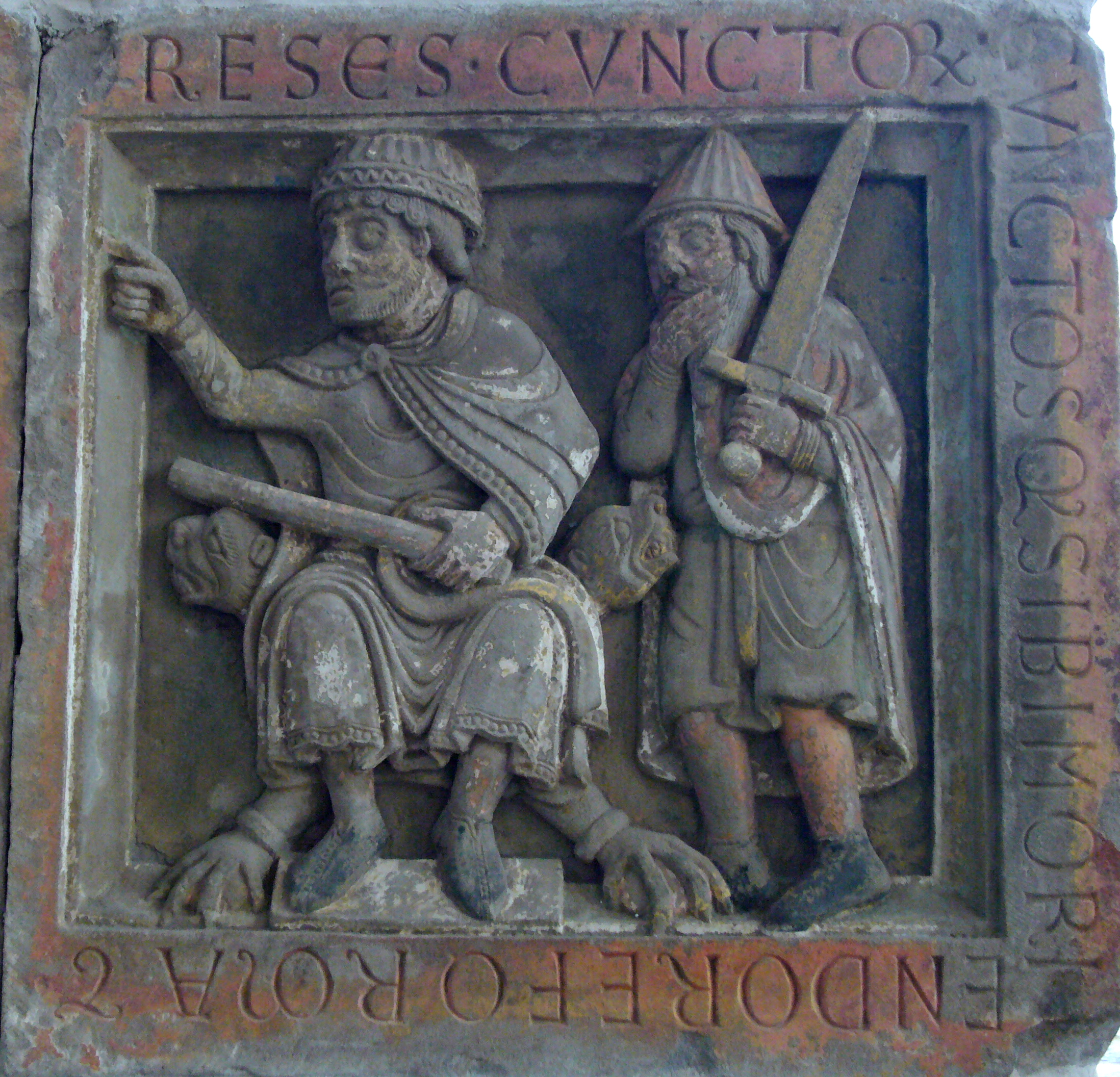
Un relief de Saint Pierre (St Pieterskerk), Utrecht, fondé par Bernold en 1039.